# Giải vô địch bóng đá Nam Mỹ 1959 (Ecuador)
Giải vô địch bóng đá Nam Mỹ 1959 (đợt 2) là giải vô địch bóng đá Nam Mỹ lần thứ 27, diễn ra ở Ecuador từ 5 đến 25 tháng 12 năm 1959. Giải đấu có 5 đội tuyển tham gia, đấu vòng tròn tính điểm để chọn ra nhà vô địch. Uruguay giành chức vô địch lần thứ 10 sau khi vượt qua đương kim vô địch Argentina ở lượt trận đấu cuối.

## Địa điểm
| Guayaquil           |
| ------------------- |
| Sân vận động Modelo |
| Sức chứa: 42.000    |
|                     |

## Kết quả
| Đội       | Tr | T | H | B | BT | BB | HS  | Đ |
| --------- | -- | - | - | - | -- | -- | --- | - |
| Uruguay   | 4  | 3 | 1 | 0 | 13 | 1  | +12 | 7 |
| Argentina | 4  | 2 | 1 | 1 | 9  | 9  | 0   | 5 |
| Brasil    | 4  | 2 | 0 | 2 | 7  | 10 | −3  | 4 |
| Ecuador   | 4  | 1 | 1 | 2 | 5  | 9  | −4  | 3 |
| Paraguay  | 4  | 0 | 1 | 3 | 6  | 11 | −5  | 1 |

## Trận đấu
| Brasil                           | 3–2 | Paraguay                 |
| -------------------------------- | --- | ------------------------ |
| Paulo 25', 39' · Zé de Mello 55' |     | Parodi 72' · Benítez 90' |

| Uruguay                                                      | 4–0 | Ecuador |
| ------------------------------------------------------------ | --- | ------- |
| Silveira 1' (ph.đ.) · Escalada 28' · Bergara 46' · Pérez 52' |     |         |

| Argentina                                     | 4–2 | Paraguay                 |
| --------------------------------------------- | --- | ------------------------ |
| Sanfilippo 8', 57', 89' (ph.đ.) · Pizzuti 81' |     | Insfrán 30' · Cabral 90' |

| Uruguay                                | 3–0 | Brasil |
| -------------------------------------- | --- | ------ |
| Escalada 49' · Bergara 67' · Sasía 75' |     |        |

| Ecuador   | 1–1 | Argentina |
| --------- | --- | --------- |
| Raffo 20' |     | Sosa 62'  |

| Uruguay                                                         | 5–0 | Argentina |
| --------------------------------------------------------------- | --- | --------- |
| Silveira 9' (ph.đ.), 55' (ph.đ.) · Bergara 15', 64' · Sasía 25' |     |           |

| Brasil                                    | 3–1 | Ecuador   |
| ----------------------------------------- | --- | --------- |
| Paulo 23' · Geraldo 42' · Zé de Mello 45' |     | Raffo 12' |

| Argentina                            | 4–1 | Brasil      |
| ------------------------------------ | --- | ----------- |
| García 2' · Sanfilippo 27', 89', 90' |     | Geraldo 64' |

| Paraguay   | 1–1 | Uruguay   |
| ---------- | --- | --------- |
| Parodi 32' |     | Sasía 88' |

| Ecuador                                 | 3–1 | Paraguay        |
| --------------------------------------- | --- | --------------- |
| Spencer 16' · Balseca 25' · Cañarte 74' |     | Gómez 5' (l.n.) |

### Vô địch
| Vô địch Cúp bóng đá Nam Mỹ 1959 (đợt 2) Uruguay Lần thứ 10 |

## Danh sách cầu thủ ghi bàn
6 bàn
- José Sanfilippo

4 bàn
- Mario Ludovico Bergara

3 bàn
- Paulo Pisaneschi
- Alcides Silveira
- José Sasía

2 bàn
| - Geraldo José da Silva - Zé de Mello - Carlos Alberto Raffo - José Parodi - Guillermo Escalada |

1 bàn
| - Juan José Pizzuti - Omar Higinio García - Rubén Héctor Sosa - Alberto Pedro Spencer | - Climaco Cañarte - José Vicente Balseca - Eligio Antonio Insfrán | - Genaro Benítez - Pedro Antonio Cabral - Domingo Pérez |

Own goal
- Rómulo Gómez (trận gặp Paraguay)